# Cantone di Versailles-Nord-Ovest
Il Cantone di Versailles-Nord-Ovest era una divisione amministrativa dell'Arrondissement di Versailles.
È stato soppresso a seguito della riforma complessiva dei cantoni del 2014, che è entrata in vigore con le elezioni dipartimentali del 2015.
Comprendeva solo parte del comune di Versailles.